# カルカッタ爆撃
カルカッタ爆撃（カルカッタばくげき）は、第二次世界大戦（太平洋戦争）中の1942年（昭和17年）12月から1944年（昭和19年）12月にかけて、大日本帝国陸海軍航空部隊が、イギリス領インド帝国の主要都市カルカッタ（現インド・コルカタ）に対し反復実施した爆撃。一連の爆撃で最大のものは、1943年（昭和18年）12月5日のキダーポール・ドック(Kidderpore Dockyard)および付近の軍事倉庫への爆撃であり、335 - 500人が巻き添えで死亡した。

## 概要

### 第1期
太平洋戦争の勃発後、1941年12月に始まるビルマ（現在のミャンマー）攻略作戦の成功により、日本軍は1942年5月までにビルマの大半を制圧し、インド及び中国雲南地方に撤退した連合国軍と対峙することとなったが、インドに撤退した連合国軍は部隊の再編・兵力の増強に努め、1942年末には反抗の気配を高めつつあった。
そこで日本軍航空部隊は、チタゴン（現・チッタゴン）への航空攻撃の後、インドの要衝カルカッタへ夜間攻撃を加えることを企図した。
1942年12月20日、カルカッタ第一次夜間進攻が開始される。陸軍飛行第14戦隊と陸軍飛行第98戦隊はカルカッタに進攻、石油タンクを航空攻撃し、12月21日にレグ飛行場に帰還した。
12月22日、第二次夜間進攻が開始され、両戦隊は敵戦闘機の激しい攻撃及び対空砲火を冒して、カルカッタの埠頭地区を爆撃炎上させた。12月24日、第三次夜間進攻が始まり、両戦隊は埠頭地区と油倉庫を攻撃した後帰還した。12月28日、第四次夜間進攻が開始され、飛行第98戦隊はカルカッタ埠頭東側の軍事施設を攻撃し、内2ヶ所を大火災させた。
翌1943年1月15日、飛行第98戦隊は再びカルカッタを夜間攻撃したが、全機未帰還となる。このことは現地航空部隊に大きな衝撃を与えた。1月19日のカルカッタ夜間進攻も損害の後に終わった。
その後、陸軍航空部隊は成果の割に損害が多いことを鑑みて、カルカッタ夜間進攻を中止した。

### 第2期
1943年後半、連合国の対ビルマ反抗の機運は濃厚となりつつあった。南方軍は陸軍第3航空軍の意見を受け入れ、カルカッタに集中しつつある連合国軍の戦力を撃砕して連合国の反抗企図を挫折させることを目的に、陸軍第3航空軍にカルカッタ再爆撃実施を命じた。第3航空軍は、海軍第13航空艦隊と共同して爆撃を実施することを計画した。
1943年12月5日、陸海軍航空部隊はカルカッタへの爆撃を開始。連合国の商船3隻、海軍艦艇1隻が撃破され、15隻の小船が火災を起こし、波止場の倉庫9棟に爆弾が命中、その内2棟が全焼、約500人の民間人が死傷した。カルカッタに対するこれまでの爆撃と同様に、多くの人間がカルカッタ市から逃亡し、波止場の労働者は普通の時の10分の1程度となった。この爆撃は、連合国軍に与えた心理的打撃は大きかったが、連合国の軍事上の準備に大きな効果を及ぼすまでには至らなかった。
その後は連合国の攻勢により、日本軍航空部隊がカルカッタ爆撃をおこなうことはなくなり、1944年12月24日に最後の爆撃が敢行された。

## カルカッタ爆撃が舞台となる作品
- Detective Byomkesh Bakshy! (監督：ディバーカル・バナルジー 2015年、インド映画）

## 映像資料
- History of the day : Japanese Air Raids on Calcutta during World War II in1942, other imp. events DD News[15]
- Calcutta Air Raid by Japanese - December 5, 1943 IndraStra Global[16]
- 日本ニュース 第187号[17]